# Коршук, Михаил Михайлович
Михаил Михайлович Коршук (бел. Міхаіл Міхайлавіч Каршук; род. 22 сентября 1969, Подзагорье, Гродненская область) — советский и белорусский бадминтонист. Участник летних Олимпийских игр 1996 года.

## Биография
Михаил Коршук родился 22 сентября 1969 года в селе Подзагорье Новогрудского района Гродненской области Белорусской ССР (сейчас Белоруссии).
В 1986 году окончил гомельскую среднюю школу № 15, в 1991 году — факультет физкультуры Гомельского государственного университета имени Франциска Скорины.
Двенадцать раз становился чемпионом Белоруссии по бадминтону: четырежды в одиночном разряде (1992, 1994—1996), пять раз в парном разряде (1992—1996), трижды в смешанном разряде (1997—1999).
Был победителем международных турниров USSR International (1990) в смешанном разряде, Bulgarian International (1993) и Russian Open (1993) в парном разряде.
В 1996 году вошёл в состав сборной Белоруссии на летних Олимпийских играх в Атланте. В одиночном разряде проиграл в 1/32 финала Михаэлю Херберу из Германии — 12:15, 1:15. В смешанном разряде вместе с Владой Чернявской проиграли в 1/16 финала Ронде Кэтор и Питеру Блэкберну из Австралии — 14:18, 9:15.
Мастер спорта Белоруссии международного класса.
Работает старшим преподавателем кафедры физического воспитания и спорта факультета физкультуры Гомельского государственного университета. Научные интересы касаются исследования механизмов срочной адаптации при выполнении физических нагрузок различной направленности.
Судит республиканские соревнования по бадминтону.